# Сфинкс (обсерватория)
Обсерватория Сфинкс — астрономическая обсерватория, расположенная над Юнгфрауйох в Швейцарии. Он назван в честь Сфинкса, скалистой вершины, на которой он расположен. Расположение на высоте 3571 м (11716 футов) над средним уровнем моря делает её одной из самых высоких обсерваторий в мире. Доступная для публики, это также вторая по высоте смотровая площадка в Швейцарии. На вершине горы проложен туннель для установки лифта, который поднимается в обсерваторию с железнодорожной станции Юнгфрауйох, самой высокой железнодорожной станции такого типа в Европе. Здание расположено на стороне границы Вале, всего в нескольких метрах от кантона Берн.
К обсерватории примыкает открытая смотровая площадка, доступная для публики. Отсюда открывается вид на вершины Юнгфрау, Мёнх и Айгер, расположенные в пределах нескольких километров.

## Наука
Научная часть обсерватории Сфинкс включает в себя две большие лаборатории, станцию наблюдения за погодой, мастерскую, две террасы для научных экспериментов, а также астрономический и метеорологический купола. Астрономический купол оснащен 76-сантиметровым телескопом системы Кассегрена с фокусом куде.
Обсерватория играет важную роль в ряде долгосрочных экспериментов; он служит солнечным спектрометром для Института астрофизики и геофизики Льежского университета (Бельгия) и играет ключевую роль в эксперименте LIDAR, проводимом Федеральной политехнической школой Лозанны в Швейцарии. В 1949 году пластины ядерной эмульсии, подвергшиеся воздействию космических лучей в обсерватории, предоставили первые точные доказательства существования заряженного К-мезона.

## В культуре
Обсерваторию можно увидеть в фильмах «Отель „Гранд Будапешт“», «Из воспоминаний» и «Крриш 3». Ее посетили в 22 сезоне американского реалити-шоу «Гонка на миллион» во время их визита в Швейцарию на восьмом этапе. Она также появляется в видеоигре 2016 года «Steep».

## Галерея

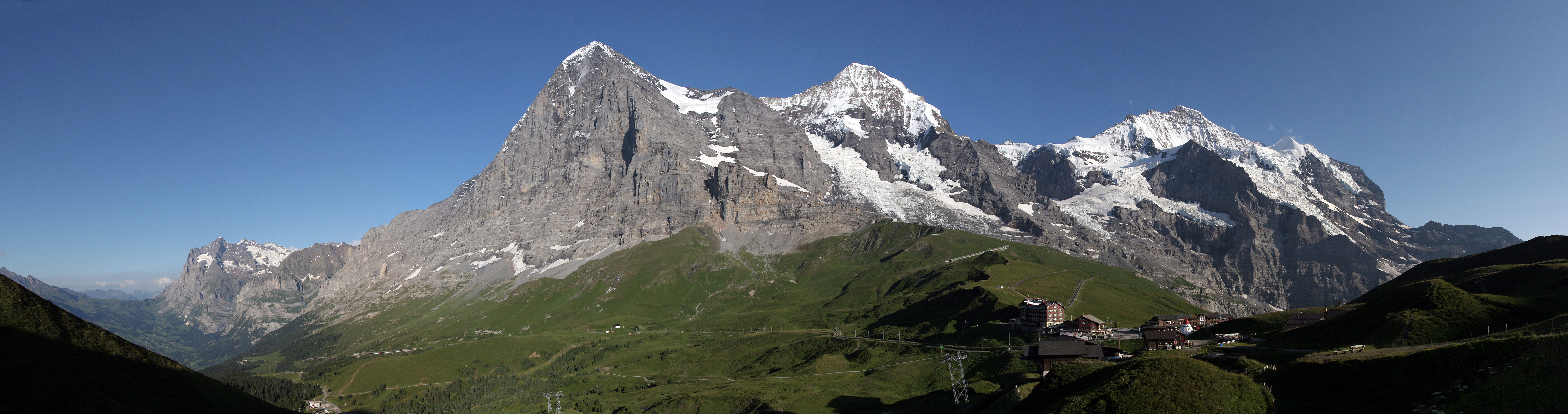
Массив Айгер (слева), Мёнх (в центре) и Юнгфрау (справа). Обсерватория расположена на седловине между Мёнхом и Юнгфрау.
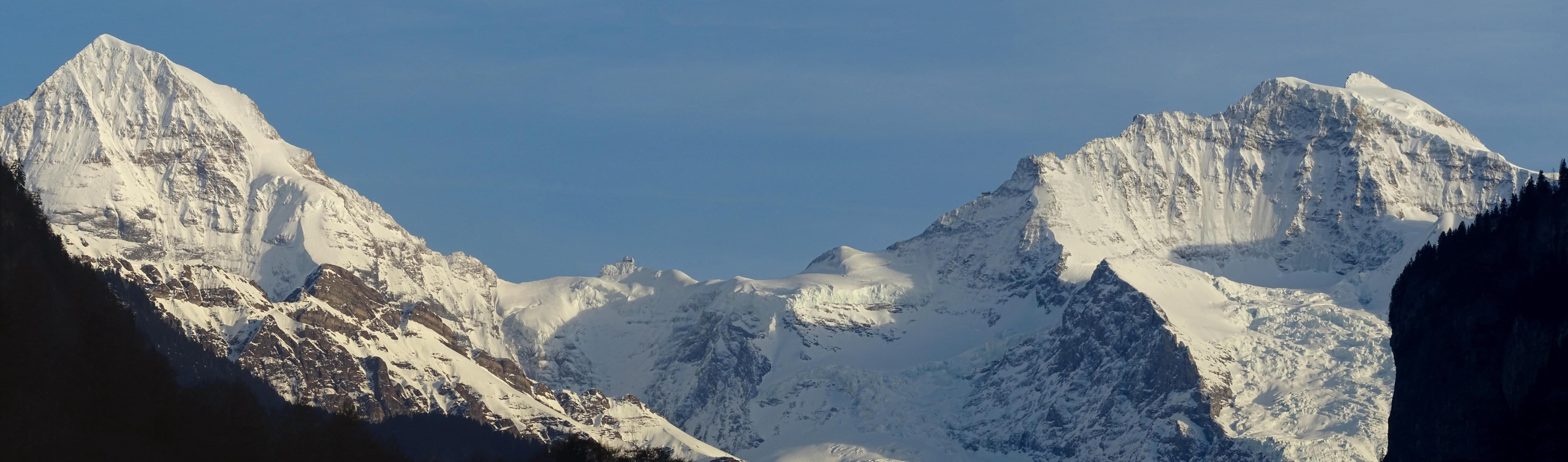
Мёнх (слева) и Юнгфрау (справа). Обсерваторию Сфинкс можно увидеть посередине, на седловине между двумя вершинами.
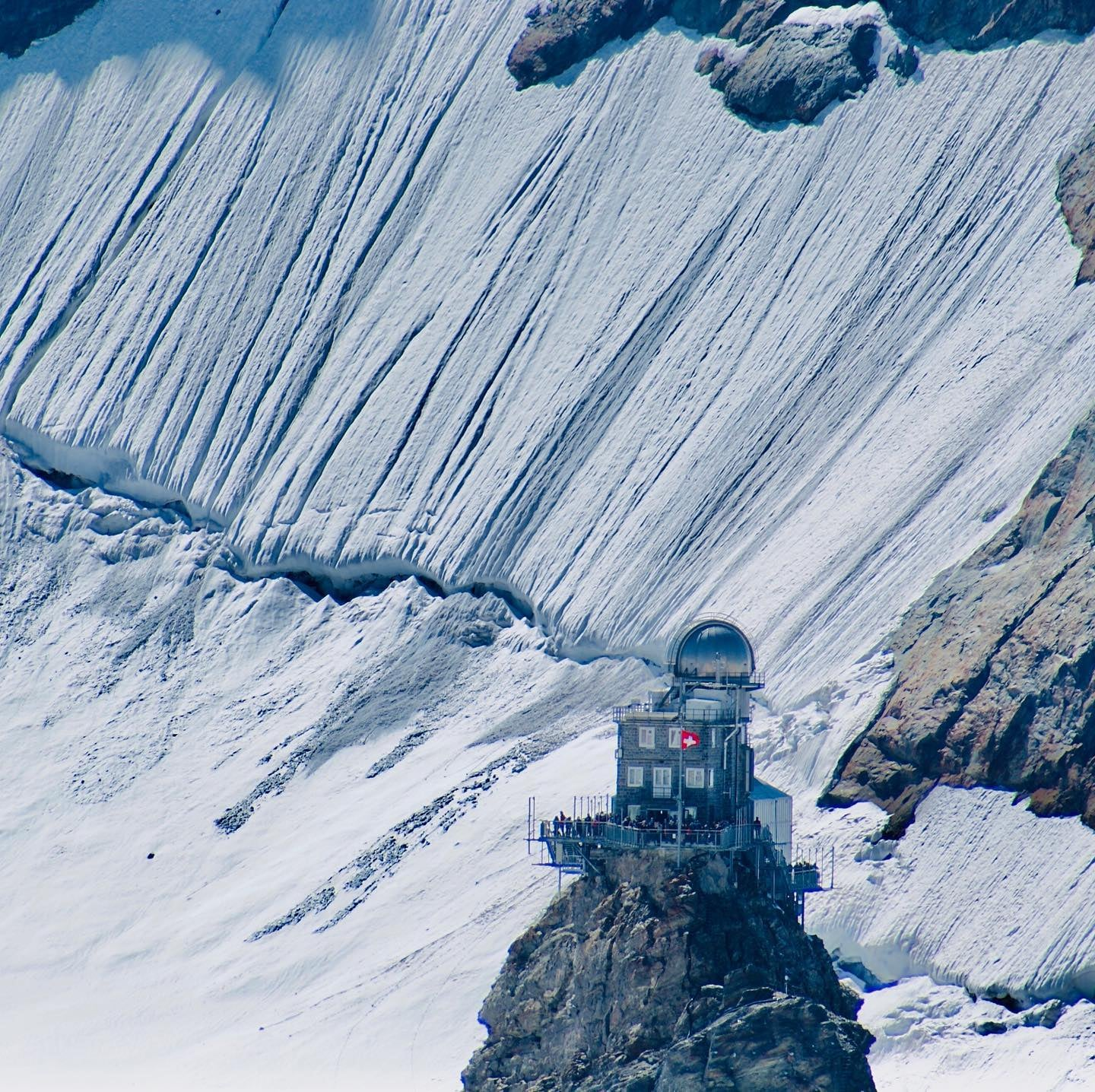